# مايك برين
مايك برين (بالإنجليزية: Mike Breen)‏ هو معلق رياضي أمريكي، ولد في 22 مايو 1961 في نيويورك في الولايات المتحدة.

## وصلات خارجية
- مايك برين على موقع IMDb (الإنجليزية)